# Evans Strait
Die Evans Strait ist eine Meerenge in Nunavut (Kanada), die die beiden im Norden der Hudson Bay liegenden Inseln Southampton Island (im Norden) und Coats Island (im Süden) trennt. Die im kanadisch-arktischen Archipel gelegene Meerenge ist 90 Kilometer lang und 70 Kilometer breit. Im Westen der Meerenge schließt sich die Fisher Strait an und im Südosten mündet sie in die offene Hudson Bay.